# Oostelijke zadelsprinkhaan
De oostelijke zadelsprinkhaan (Ephippiger ephippiger) is een rechtvleugelig insect uit de familie van de sabelsprinkhanen (Tettigoniidae). De wetenschappelijke naam van deze soort is voor het eerst voorgesteld als Gryllus ephippiger door Johann Fiebig in een publicatie uit 1784.
De oostelijke zadelsprinkhaan komt voor in Tsjechië, Slowakije, Oostenrijk, Hongarije, Roemenië, Moldavië, Oekraïne, Kroatië, Bosnië en Herzegovina, Servië, Bulgarije, Albanië, Noord-Macedonië en Griekenland.